# Miami Fusion FC
Miami Fusion var ett lag som spelade i MLS åren 1998-2001. Laget försvann ur MLS efter säsongen 2001 när ligan beslöt att minska antalet lag till 10, även Tampa Bay Mutiny lades ner samtidigt.